# حوزه انتخابیه دهم تگزاس
حوزه انتخابیه دهم تگزاس یک حوزه انتخابیه مجلس نمایندگان آمریکا است که در ایالت تگزاس قرار دارد.